# Néo Chorió (La Canée)
Néo Chorió, en grec moderne : Νέο Χωριό, ou Nio Chorió (Νιο Χωριό), est un village du dème d'Apokóronas, dans le district régional de La Canée, de la Crète, en Grèce. Selon le recensement de 2011, la population de Néo Chorió compte 556 habitants.
Le village est situé à 23 km de La Canée et à une altitude de 80 mètres.

## Recensements de la population
| Recensements | 1900 | 1920 | 1928 | 1940 | 1951 | 1961 | 1971 | 1981 | 1991 | 2001 | 2011 |
| ------------ | ---- | ---- | ---- | ---- | ---- | ---- | ---- | ---- | ---- | ---- | ---- |
| Population   | 615  | 638  | 689  | 816  | 819  | 818  | 629  | 510  | /    | 615  | 556  |